# Malta la Concursul Muzical Eurovision Junior
Malta a debutat la Concursul Muzical Eurovision Junior în 2003, fiind una dintre cele 16 țări participante la prima ediție.
Cel mai bun rezultat a fost obținut în 2013 și 2015, Gaia Cauchi și Destiny Chukunyere câștigând concursul cu piesa "The Start", respectiv piesa "Not My Soul".

## Rezultate

#### Legendă:
Câștigător
     Locul al doilea
     Locul al treilea
     Ultimul loc
| An   | Gazda       | Artist              | Titlu                       | Poziție | Puncte |
| ---- | ----------- | ------------------- | --------------------------- | ------- | ------ |
| 2003 | Copenhaga   | Sarah Harrison      | "Like a Star"               | 7       | 56     |
| 2004 | Lillehammer | Young Talent Team   | "Power of a Song"           | 12      | 14     |
| 2005 | Hasselt     | Thea & Friends      | "Make It Right"             | 16      | 18     |
| 2006 | București   | Sophie Debattista   | "Extra Cute"                | 11      | 48     |
| 2007 | Rotterdam   | Cute                | "Music"                     | 12      | 37     |
| 2008 | Limassol    | Daniel Testa        | "Junior Swing"              | 4       | 100    |
| 2009 | Kiev        | Francesca & Mikaela | "Double Trouble"            | 8       | 55     |
| 2010 | Minsk       | Nicole Azzopardi    | "Knock Knock!….Boom! Boom!" | 13      | 35     |
| 2013 | Kiev        | Gaia Cauchi         | ""The Start"                | 1       | 130    |
| 2014 | Malta       | Federica Falzon     | "Diamonds"                  | 4       | 116    |
| 2015 | Sofia       | Destiny Chukunyere  | "Not My Soul"               | 1       | 185    |
| 2016 | Valletta    | Christina Magrin    | "Parachute"                 | 6       | 191    |
| 2017 | Tbilisi     | Gianluca Cilia      | "Dawra tond"                | 9       | 107    |
| 2018 | Minsk       | Ela Mangion         | "Marchin’ On"               | 5       | 182    |
| 2019 | Gliwice     | Eliana Gomez Blanco | "We Are More"               | 19      | 29     |
| 2020 | Varșovia    | Chanel Monseigneur  | "Chasing Sunsets"           | 8       | 100    |
| 2021 | Paris       | Ike and Kaya        | "My Home"                   | 12      | 97     |
| 2022 | Erevan      | Gaia Gambuzza       | "Diamonds in the Skies"     | 16      | 43     |
| 2023 | Nisa        | Yulan Law           |                             |         |        |

## Istoria voturilor (2003-2013)
| Poziție | Țară          | Puncte |
| ------- | ------------- | ------ |
| 1       | Belarus       | 49     |
| 2       | Țările de Jos | 37     |
| 3       | Belgia        | 28     |
| =       | Georgia       | 28     |
| 5       | Regatul Unit  | 27     |
| 6       | Rusia         | 26     |

| Poziție | Țară                | Puncte |
| ------- | ------------------- | ------ |
| 1       | Țările de Jos       | 37     |
| 2       | Republica Macedonia | 22     |
| 3       | Belgia              | 19     |
| =       | Danemarca           | 19     |
| 5       | România             | 18     |

## Gazdă
| An   | Oraș     | Locație                         | Prezentatori                 | Data finalei      | Piesa câștigătoare              |
| ---- | -------- | ------------------------------- | ---------------------------- | ----------------- | ------------------------------- |
| 2014 | Malta    | Malta Shipbuilding              | Moira Delia                  | 15 noiembrie 2014 | Italia, "Tu Primo Grande Amore" |
| 2016 | Valletta | Mediterranean Conference Center | Ben Camille și Valerie Vella | 20 noiembrie 2016 | Georgia, "Mzeo"                 |